# روبرت آودیسیان
روبرت آوِدیسیان (ارمنی: Ռոբերտ Ավետիսյան زاده ۱۳۴۵ در گنبدکاووس - ۲۱ بهمن ۱۳۹۲ در تهران) سرباز وظیفه ارمنی‌تبار اهل ایران که در جریان جنگ ایران و عراق حضور داشت و از جانبازان دوران این جنگ بود که ۷۰ درصد جانبازی داشت.

## زندگی‌نامه
روبرت آوِدیسیان از والدینی به نام‌های «آرام اودیسیان» و «مارتان تر-گالستیان» در سال ۱۳۴۵ خورشیدی (۱۹۶۶ میلادی) در گنبدکاووس به دنیا آمد. در سن ۱۸ سالگی خدمت سربازی رفت و در ۲۱ بهمن ۱۳۶۴ در منطقه گیلانغرب مجروح شد. وی بر اثر اصابت ترکش یک چشم خود را از دست داد و گردن، کمر، پای چپ و کتف وی آسیب دید و همچنین بر اثر موج انفجار به شنوایی وی نیز صدمه وارد شد. روبرت اودیسیان شب ۸ مرداد ۱۳۹۲ در سن ۴۶ سال ی در بیمارستان ساسان تهران در سن درگذشت و در بعدازظهر روز پنجشنبه ۱۰ مرداد ۱۳۹۲ (۱ اوت ۲۰۱۳) در قطعه شهدای گورستان ارامنه تهران (بوراستان) به خاک سپرده شد. کوچه محل زندگی روبرت اودیسیان واقع در کوی اشرفیون به نام وی نامگذاری شد.

## تصاویر مراسم خاکسپاری

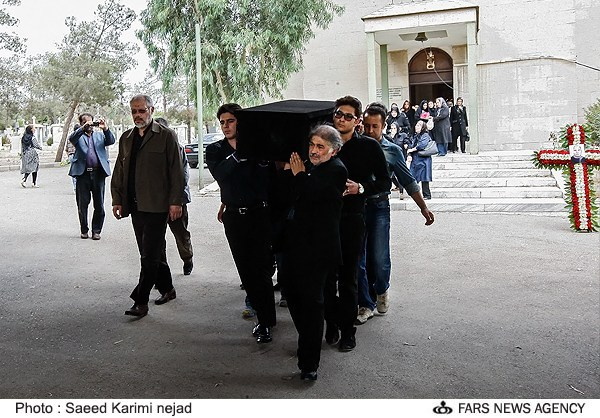
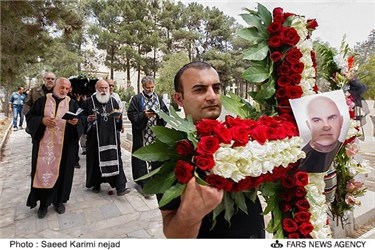
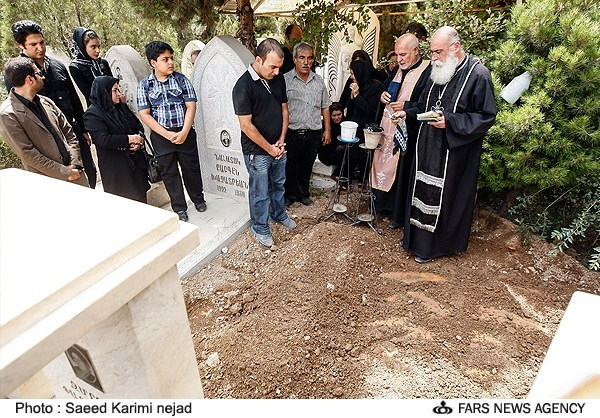
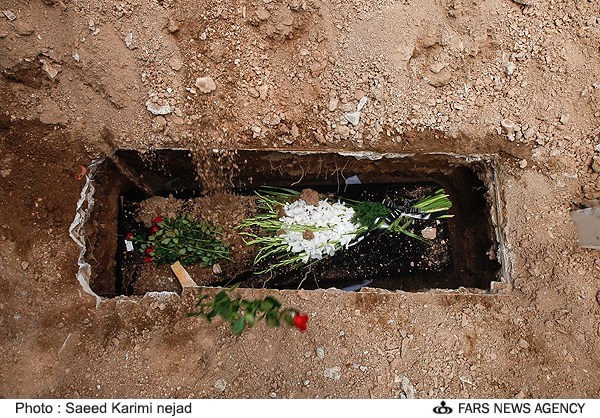
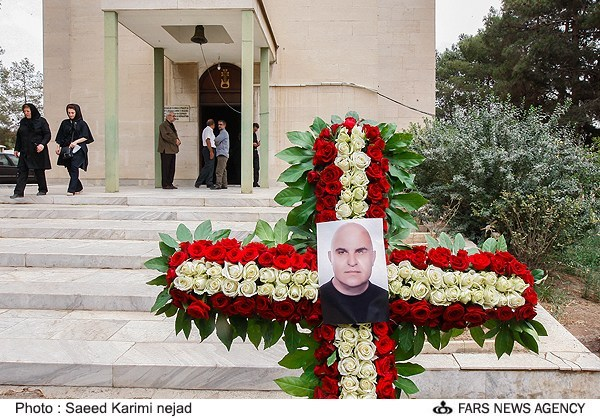